# Daewoo Lacetti
Daewoo Lacetti – samochód osobowy klasy kompaktowej produkowany pod południowokoreańską marką Daewoo w latach 2003–2004 i w 2002–2011 w Korei Południowej oraz pod amerykańską marką Chevrolet jako Chevrolet Lacetti w latach 2004–2009.

## Pierwsza generacja

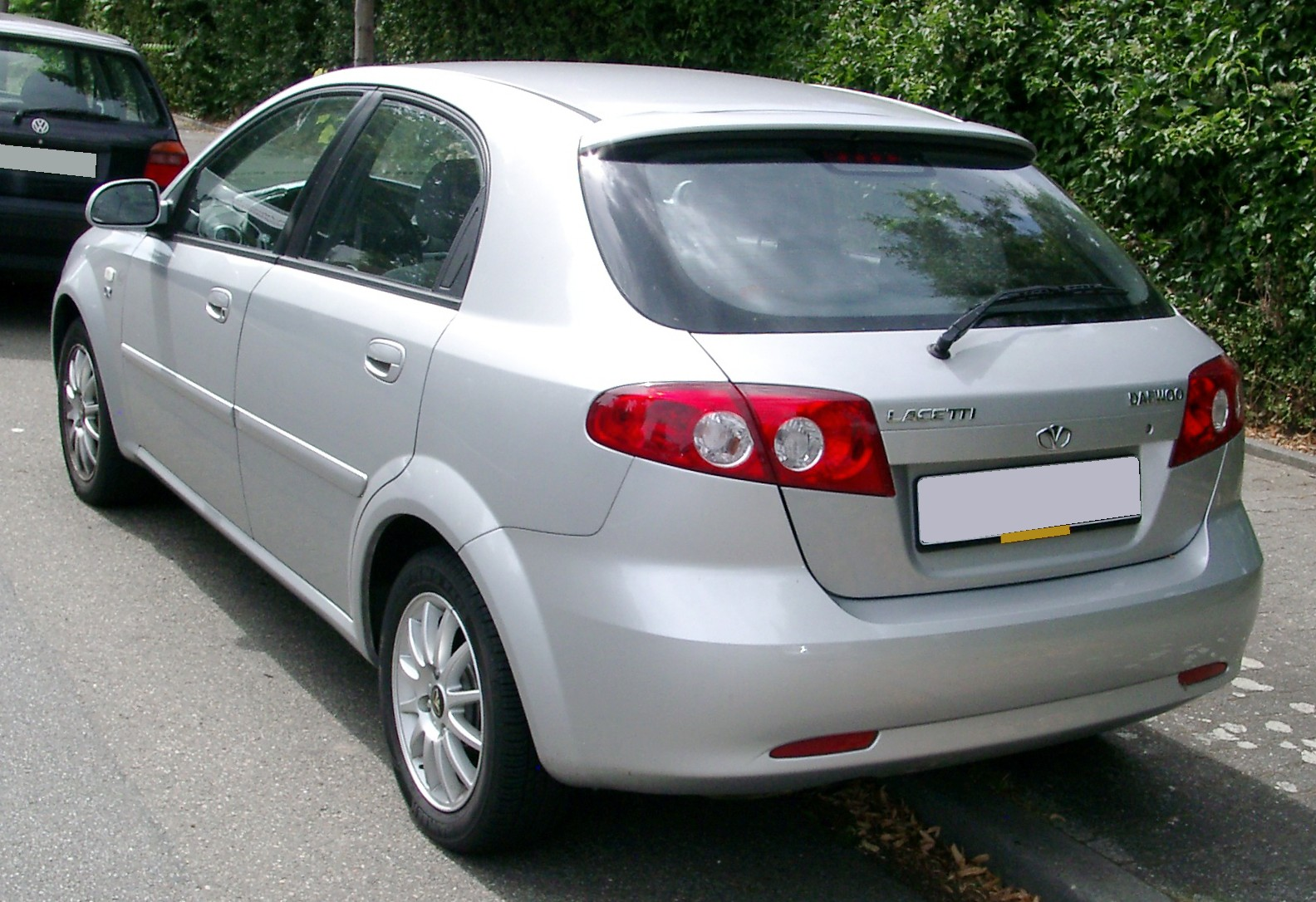
Daewoo Lacetti I – tył

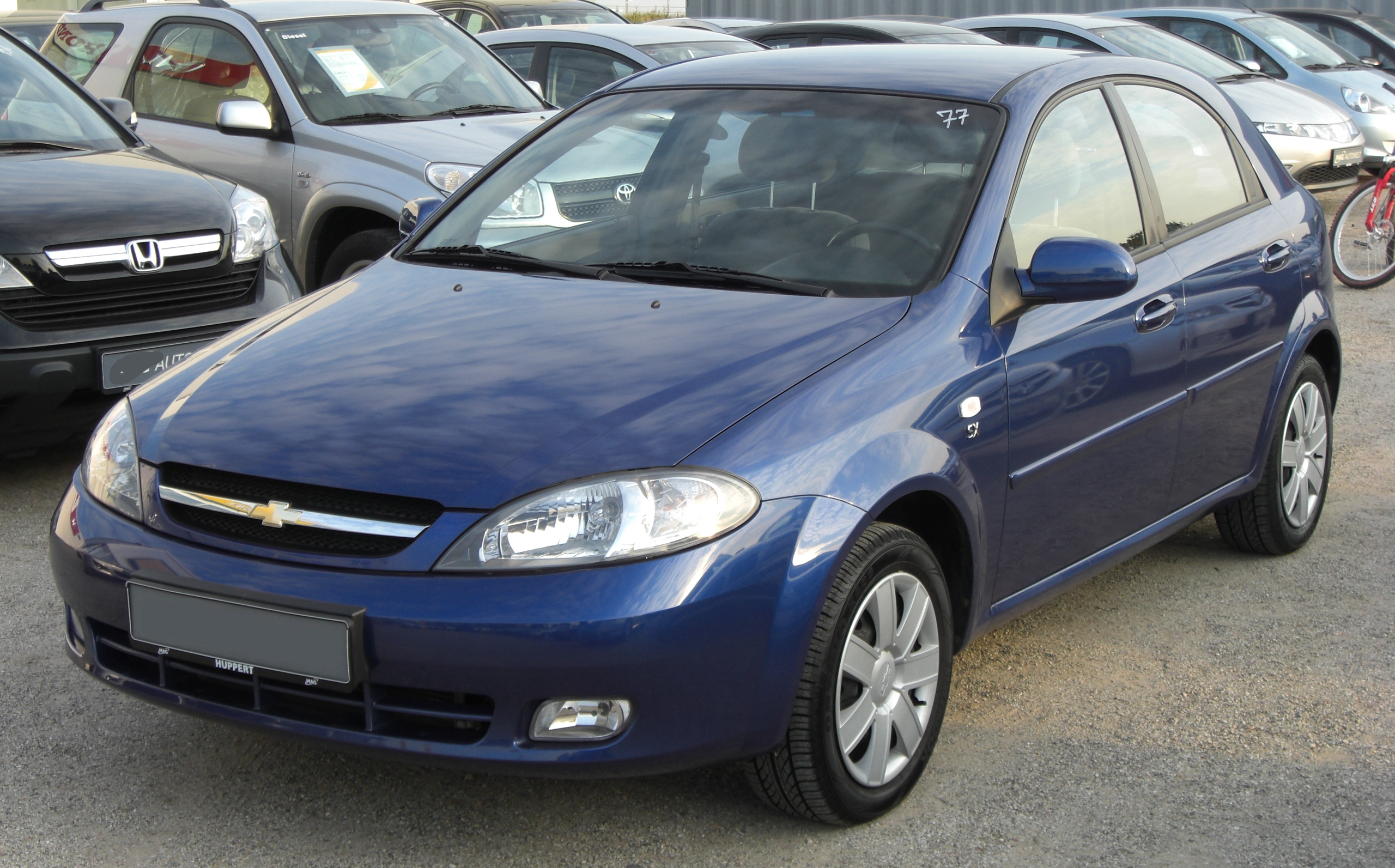
europejski Chevrolet Lacetti

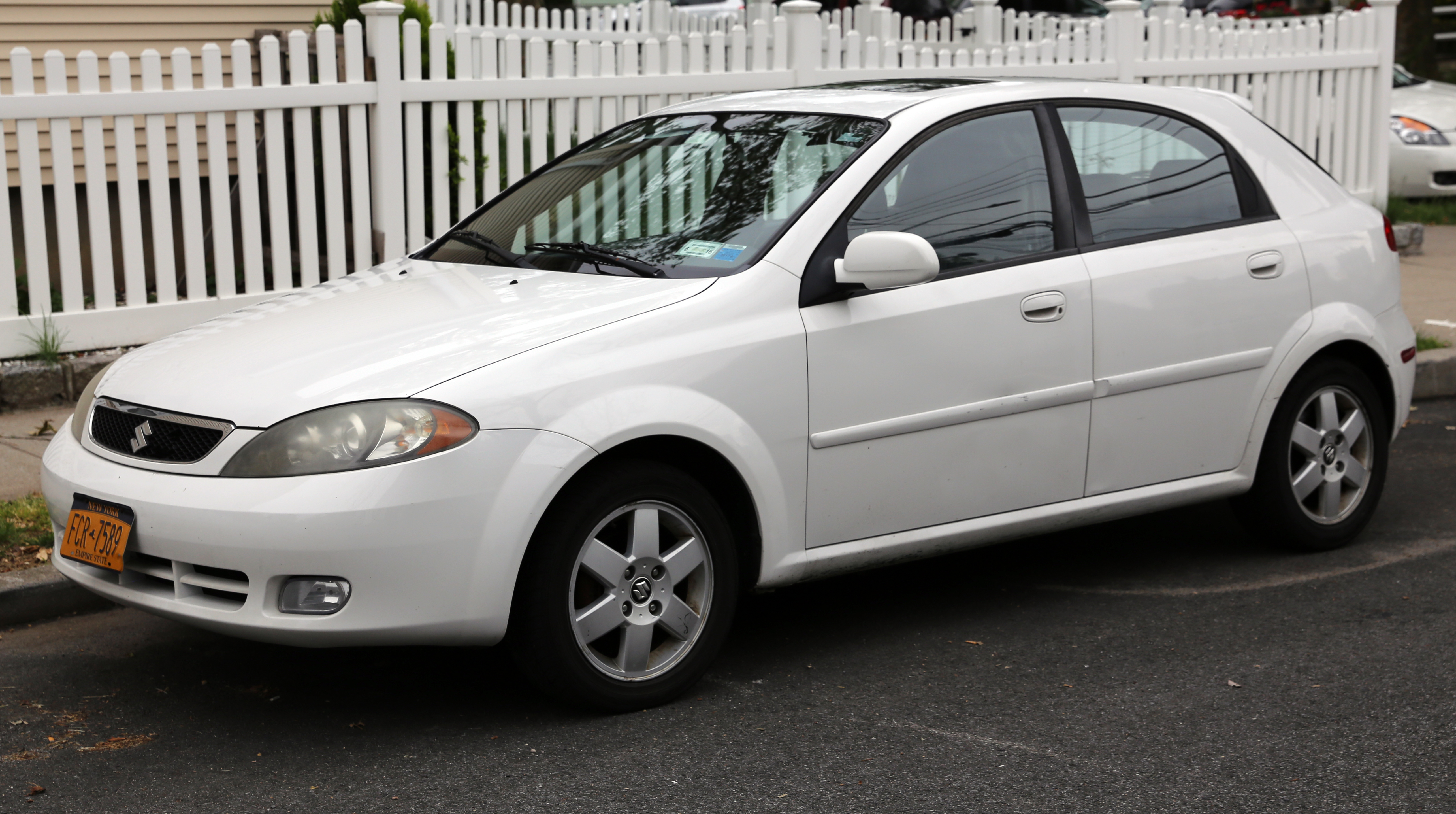
amerykańskie Suzuki Reno

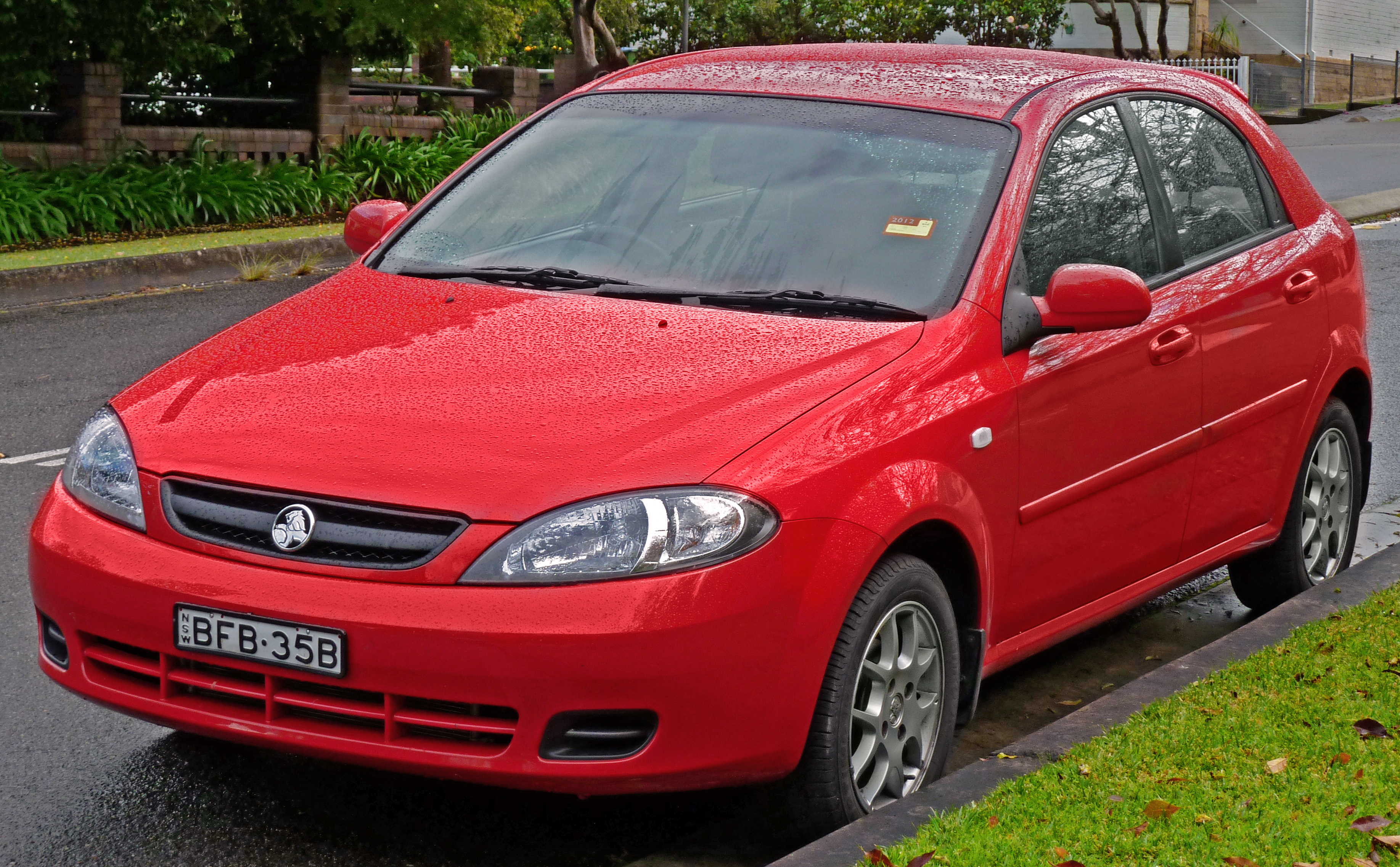
australijski Holden Viva

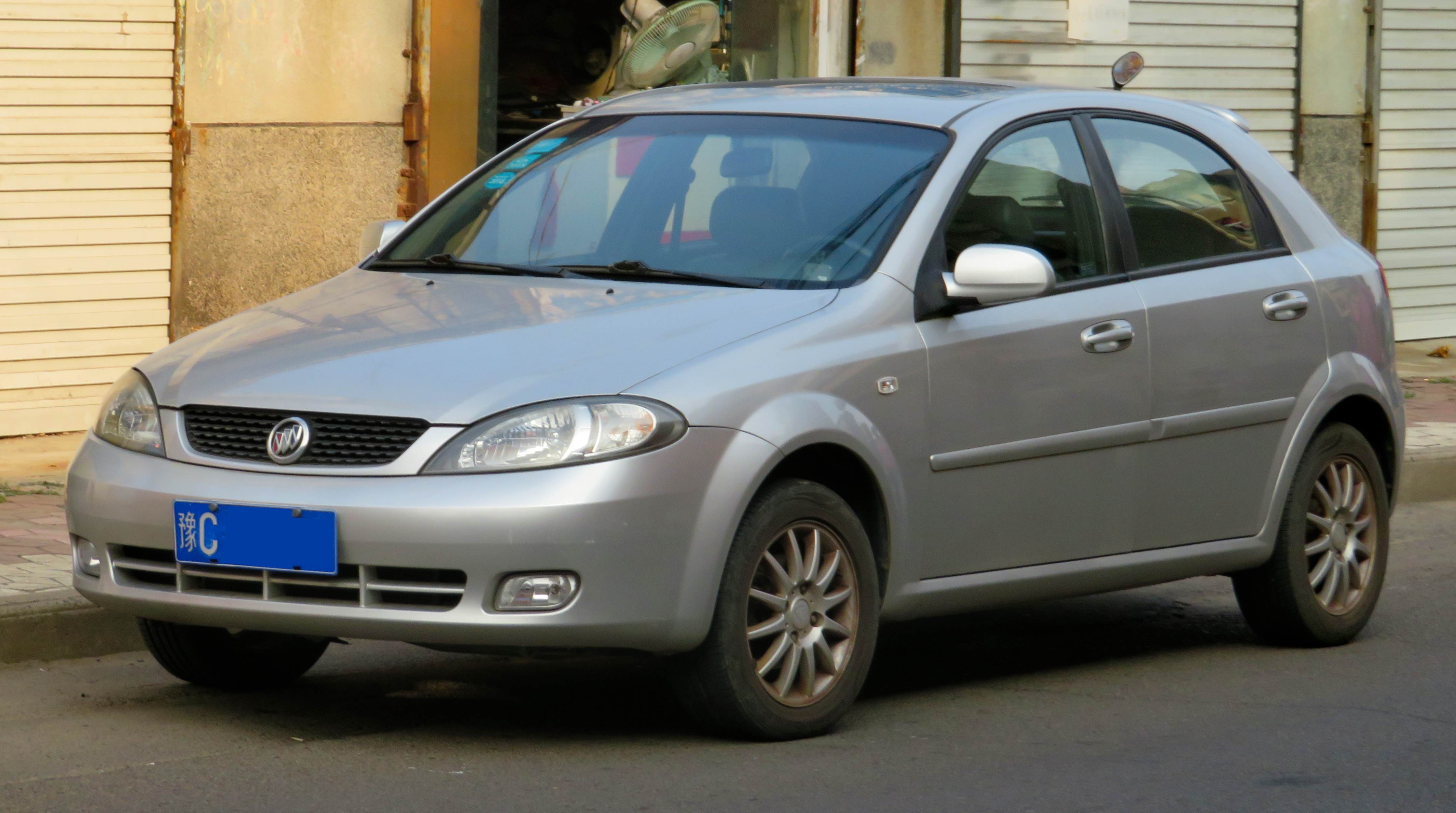
chiński Buick Excelle HRV

Daewoo Lacetti I został zaprezentowany po raz pierwszy w 2003 roku.
Lacetti pojawił się w ofercie Daewoo jako model nowego, kompaktowego hatchbacka mającego na celu zastąpić dotychczasową Nubirę Hatchback.
Projekt nadwozia powstał we włoskiej pracowni Italdesign pod dowództwem Giorgetto Giugiaro, nawiązując do przedstawionego przed rokiem mniejszego modelu Kalos z myślą o globalnych odbiorcach.
Daewoo Lacetti odeszło od dotychczasowego, typowego dla Daewoo trzyczęściowego grilla na rzecz atrapy z chromowaną poprzeczką. Pas przedni z kolei zdobiły zaokrąglone, strzeliste reflektory i wąski wlot powietrza, z kolei tylną część nadwozia utrzymane w podobnym motywie co reflektory – strzeliste, zadarte ku zewnętrznym krawędziom lampy z podwójnymi, okrągłymi wstawkami.
Kabina pasażerska została utrzymana we wzornictwie łączącym zaokrąglenia i kanty, na czele z charakterystycznymi obłymi podwójnymi nawiewami umieszczonymi na szczycie konsoli centralnej i minimalistycznym, kanciastym układem deski rozdzielczej.

### Sprzedaż
Skonstruowany pierwotnie jako model marki Daewoo, Lacetti trafił początkowo do sprzedaży na rodzimym rynku Korei Południowej, a także w krajach Europy Zachodniej. W związku z wycofaniem Daewoo ze sprzedaży na całym kontynencie europejskim, poczynając od stycznia 2004 roku Daewoo Lacetti zostało przemianowane na Chevroleta i oferowane odtąd jako Chevrolet Lacetti.
Pod marką Chevrolet samochód oferowany był także w Kanadzie jako odmiana hatchback modelu Optra, Chevrolet Optra5. Taką samą nazwę model nosił także w Azji Wschodniej: Tajlandii, Malezji oraz na Filipinach. Jako Chevrolet Optra SRV Lacetti sprzedawano z kolei na rynku Indii i Pakistanu. W Stanach Zjednoczonych zdecydowano się oferować Lacetti Hatchback pod marką Suzuki jako Suzuki Reno.
Między 2003 a 2008 rokiem Lacetti oferowano i produkowano także na rynku chińskim, gdzie zasilił on ofertę marki Buick jako Buick Excelle HRV przy minimalnych różnicach wizualnych.
Ostatnim rynkiem, gdzie Chevrolet Lacetti w odmianie hatchback pojawił się w sprzedaży, była Australia i Nowa Zelandia w 2005 roku. Samochód poszerzył tam ofertę lokalnej marki Holden jako Holden Viva, pozostając na tamtejszym rynku do połowy 2009 roku.

### Silniki
- L4 1.4l E-TEC
- L4 1.5l E-TEC
- L4 1.6l E-TEC
- L4 1.6l E-TEC
- L4 1.8l Family
- L4 2.0l Family
- L4 2.0l Diesel

### Lacetti Sedan/Kombi

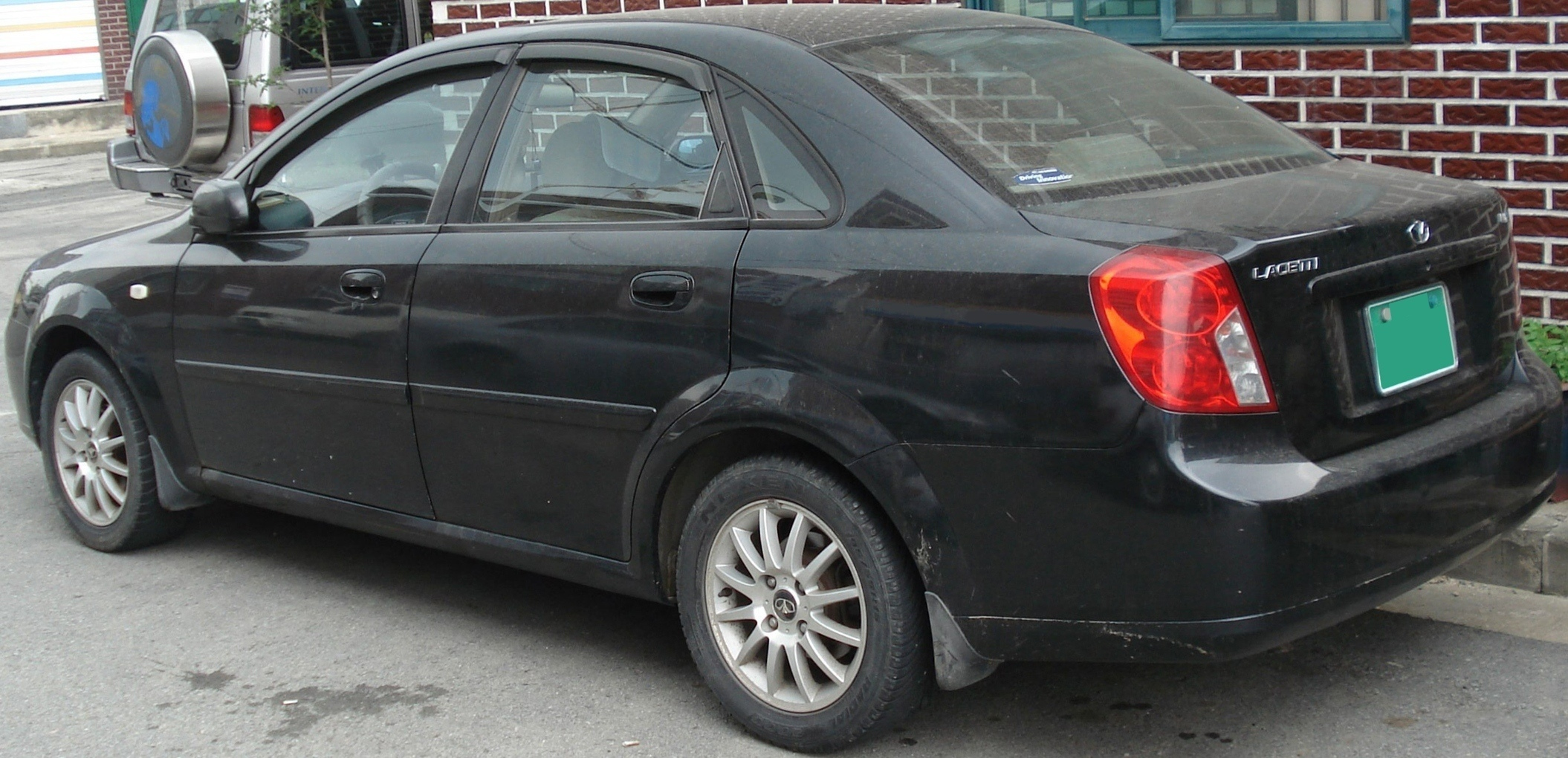
Daewoo Lacetti Sedan – tył

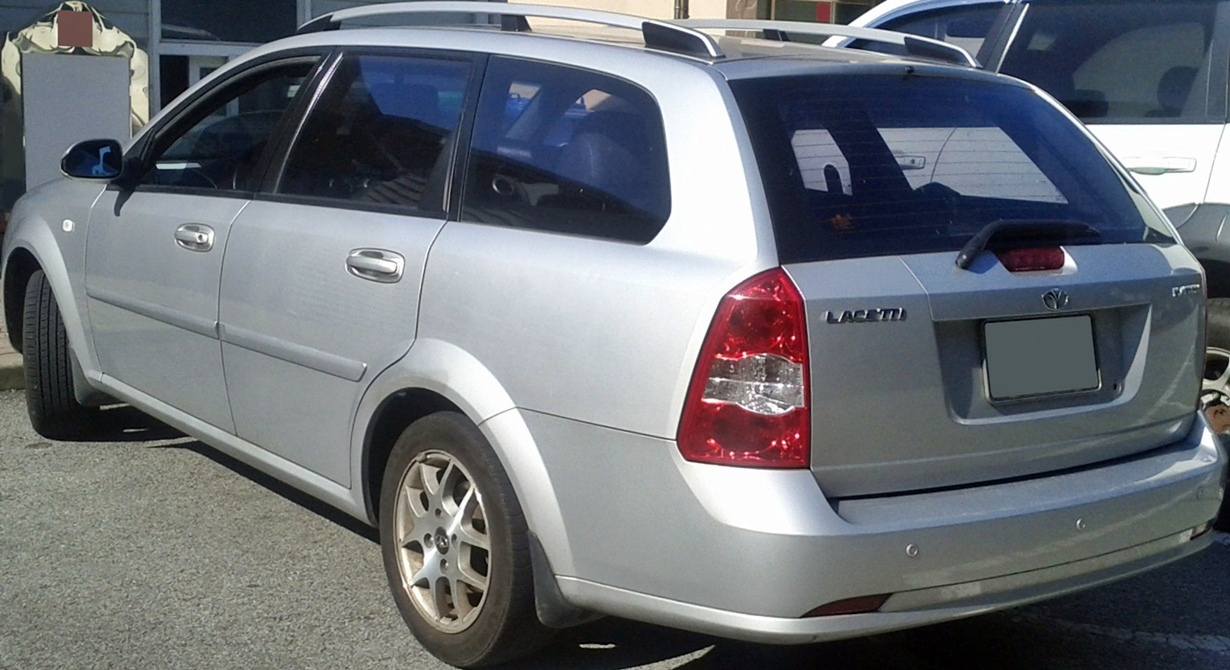
Daewoo Lacetti Kombi

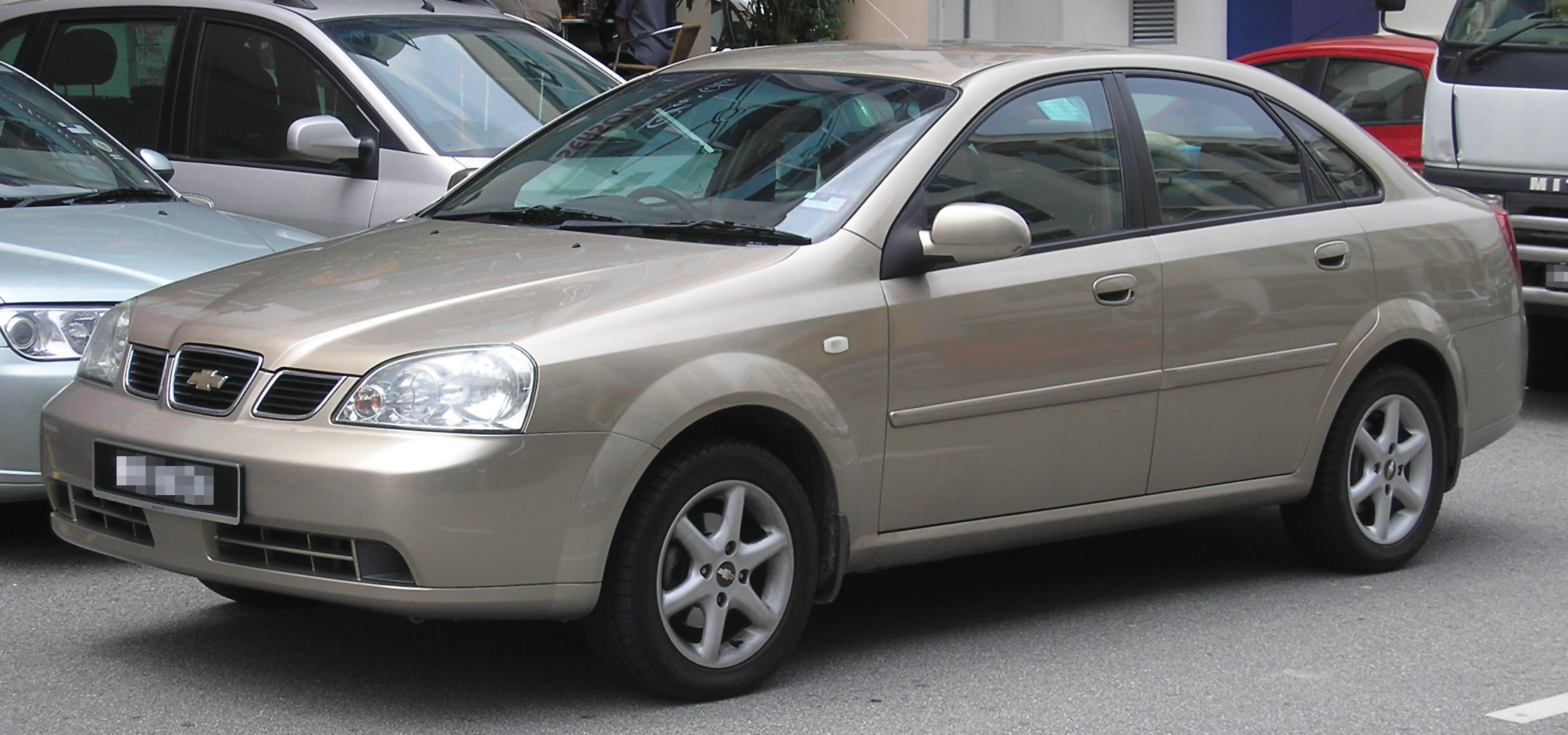
malezyjski Chevrolet Optra

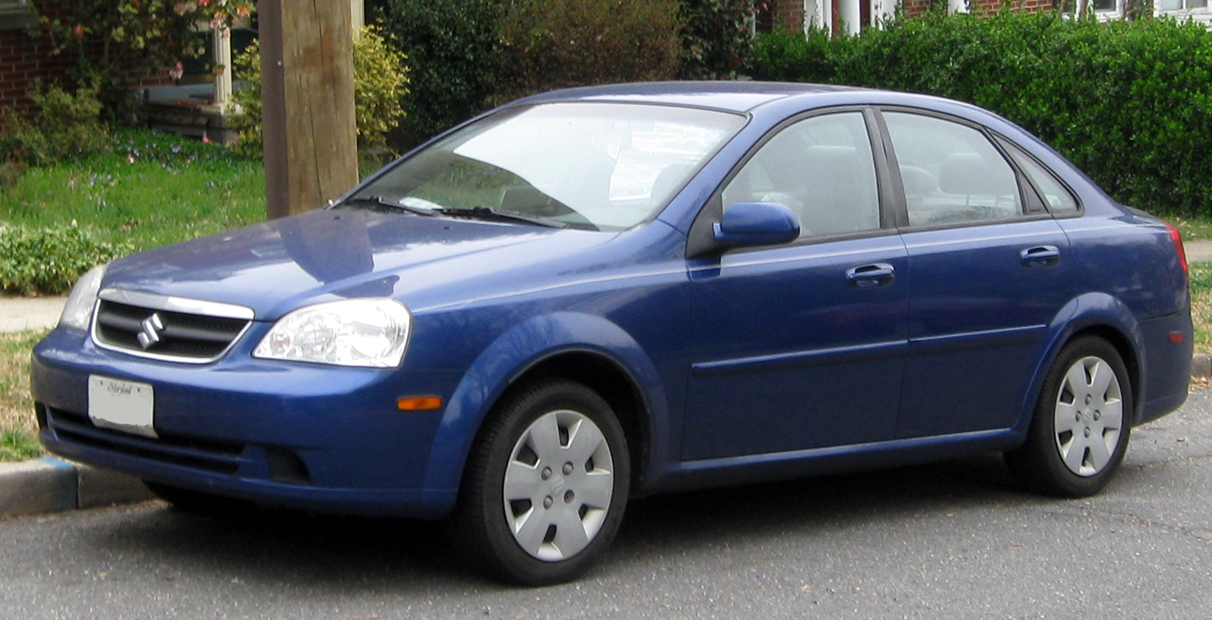
amerykańskie Suzuki Forenza po liftingu

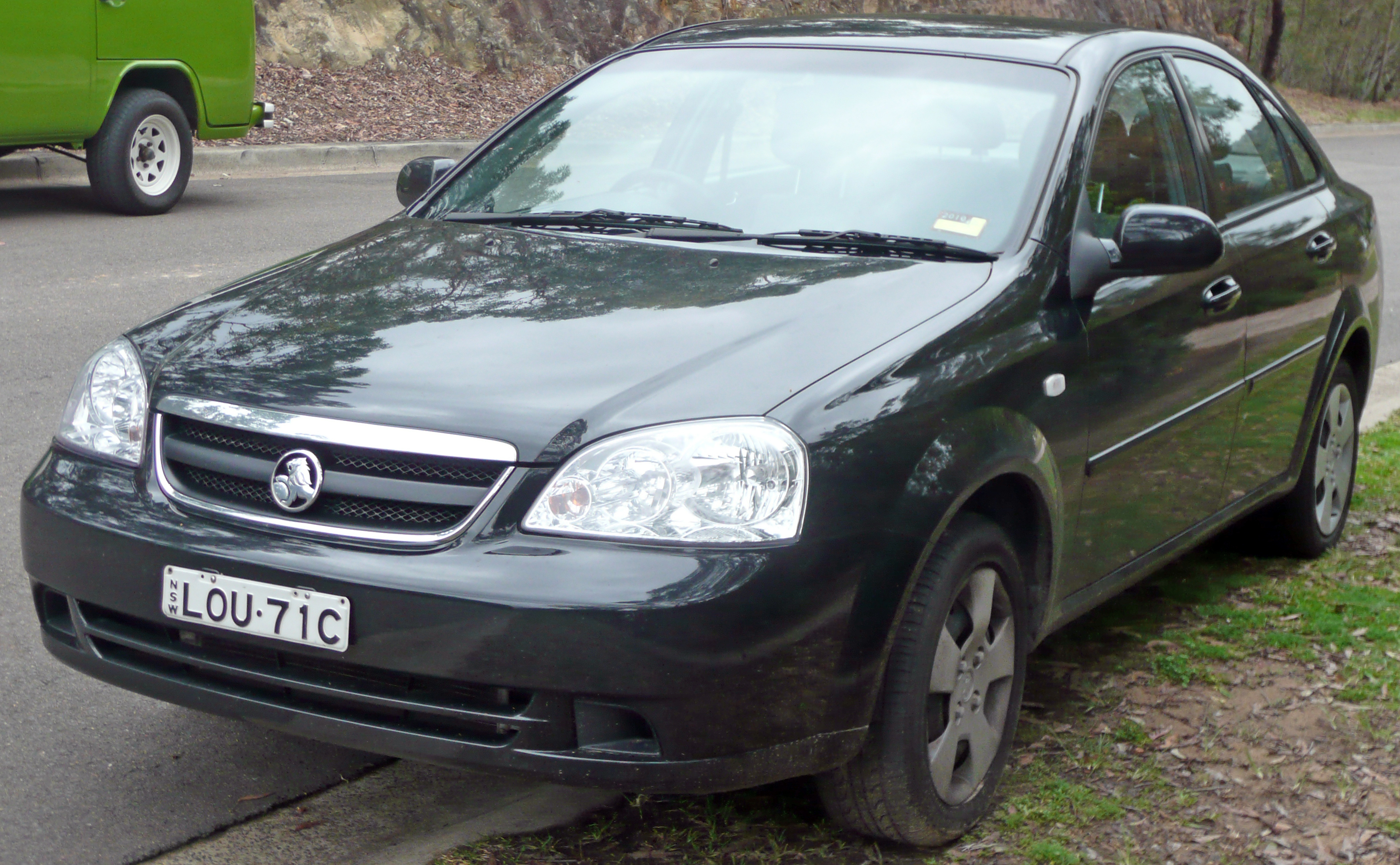
australijski Holden Viva Sedan

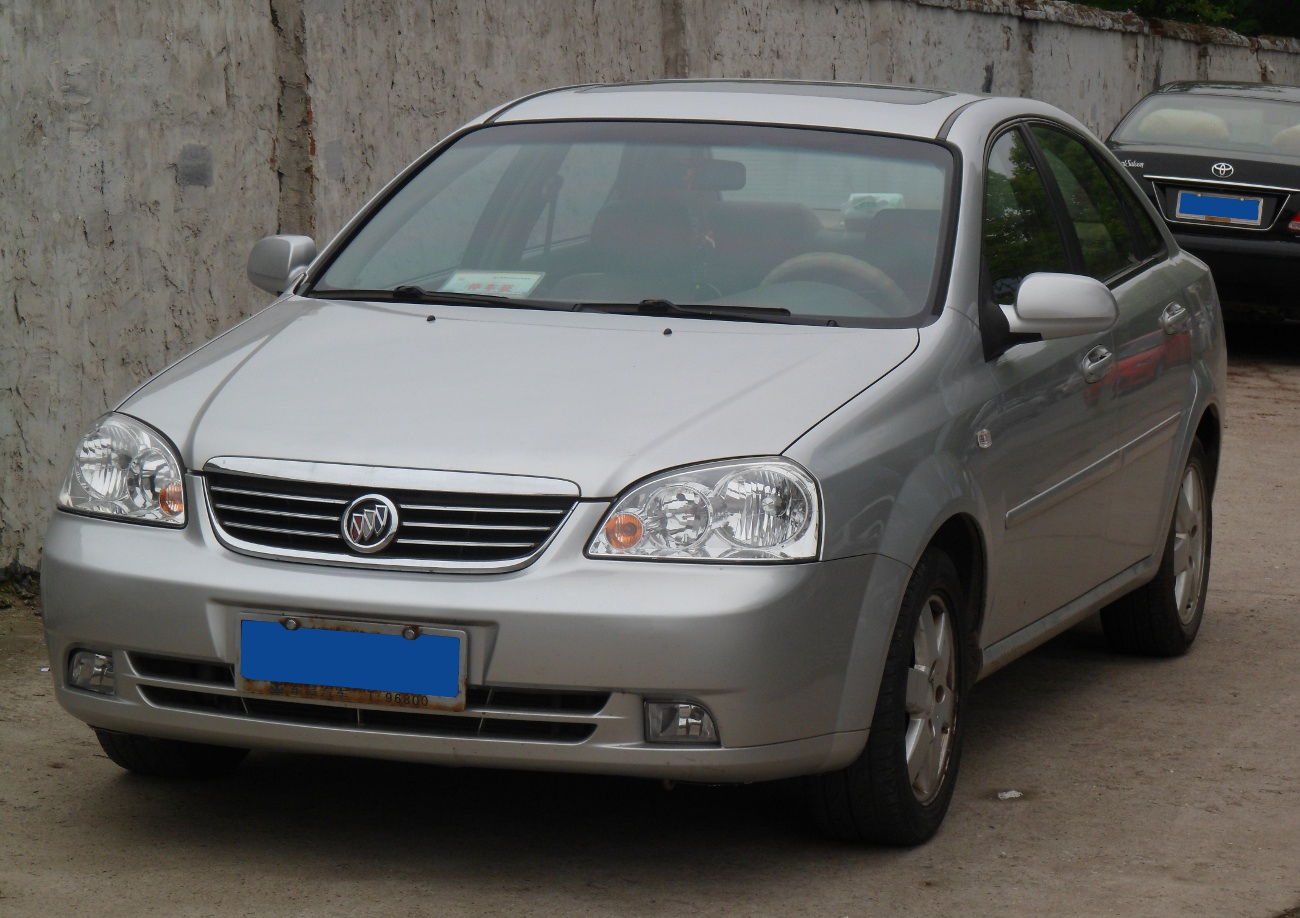
chiński Buick Excelle

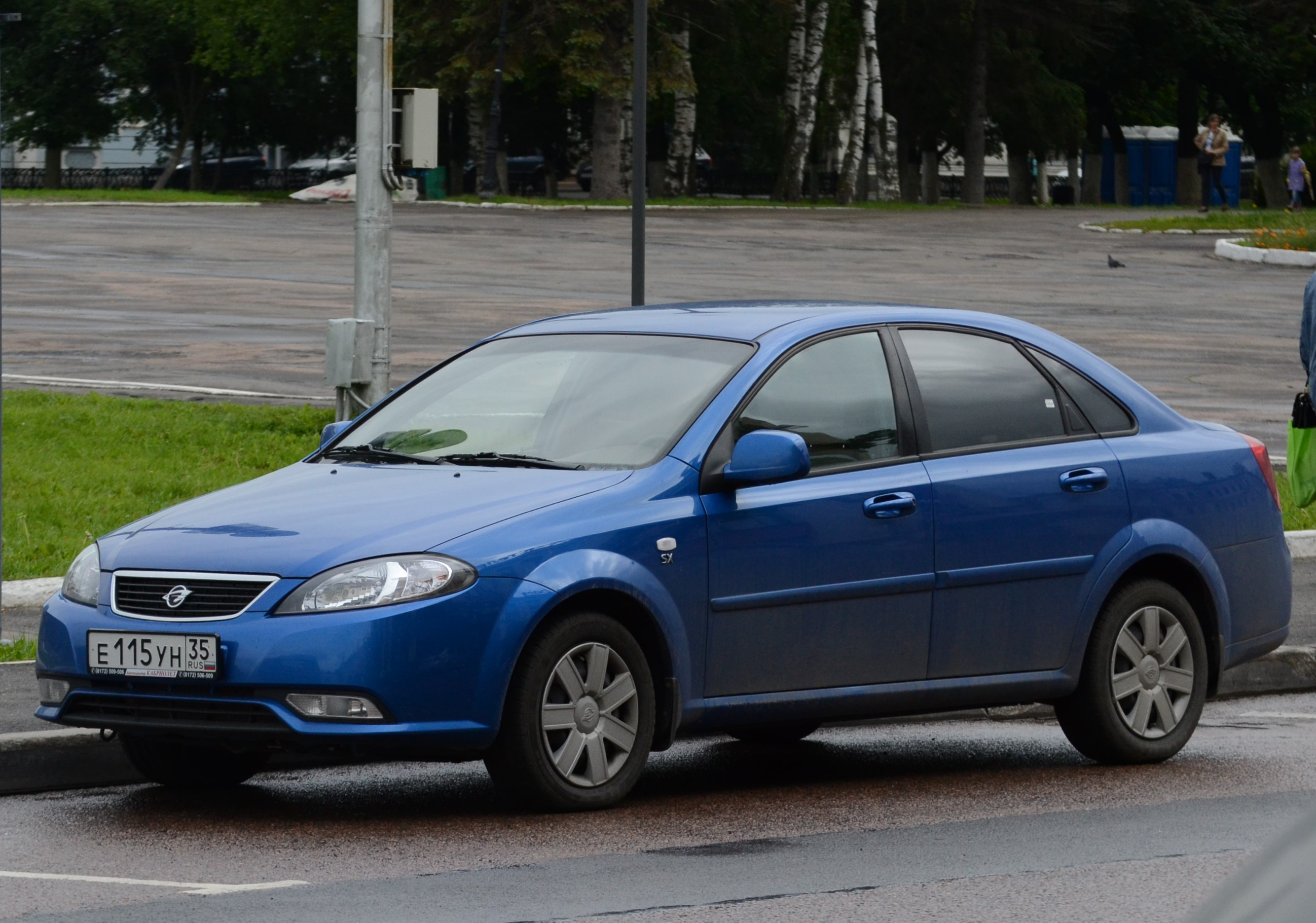
uzbecki Ravon Gentra

Daewoo Lacetti Sedan/Kombi został zaprezentowany po raz pierwszy w 2002 roku i 2004 roku.
Lacetti Sedan w pierwszej kolejności zadebiutowało jesienią 2002 roku na wewnętrznym rynku Korei Południowej jako pierwszy model po przejęciu Daewoo przez amerykańskie General Motors. W przypadku rynku Europy Zachodniej, pierwotnie samochód trafił do sprzedaży w 2003 roku jako druga generacja popularnego modelu Daewoo Nubira.
Daewoo Lacetti w wariancie trójbryłowym zostało opracowane na bazie wariantu hatchback dzieląc z nim techniczne rozwiązania, przy odrębnym projekcie nadwozia. W przeciwieństwie do odmiany 5-drzwiowej, Lacetti Sedan zostało zaprojektowane przez włoskie biuro stylistyczne Pininfarina.
Pas przedni zyskał charakterystyczną, potrójną atrapę chłodnicy z dominującym, trapezowym wlotem centralnym i mniejszymi, bocznymi wlotami. Reflektory zyskały kanciastą, zaokrągloną formę, z kolei tylna część nadwozia otrzymała zaokrąglony bagażnik z umieszczonymi na krawędziach nadkoli lampami.
Odmiana kombi uzupełniła ofertę w 2004 roku, wyróżniając się obszernym przedziałem bagażowym i innym wyglądem kokpitu – w czasie, gdy wariant sedan zyskał kanciastą konsolę centralną z prostokątnymi nawiewami, tak Lacetti Wagon przejęło całkowicie projekt z odmiany hatchback, z zaokrąglonymi, wyżej umieszczonymi nawiewami.

### Sprzedaż
Podobnie jak Lacetti w wersji hatchback, także i Lacetti Sedan oraz Wagon było samochodem o globalnym zasięgu rynkowym. Jako Daewoo Lacetti samochód trafił w pierwszej kolejności do sprzedaży na rodzimym rynku Korei Południowej, a także w Australii i Nowej Zelandii.
W przypadku rynku zachodnioeuropejskiego, między 2002 a 2004 rokiem Lacetti w wariantach Sedan i Kombi pełniło funkcję drugiej generacji modelu Daewoo Nubira. W 2004 roku, w związku z likwidacją marki Daewoo z regionu Europy, samochód przemianowano na markę Chevrolet. W krajach Europy Zachodniej samochód przemianowano na nazwę Chevrolet Nubira, z kolei w Europie Środkowo-Wschodniej utworzono razem z hatchbackiem rodzinę modeli Chevrolet Lacetti.
W 2003 roku Lacetti w wariancie sedan i kombi trafił do sprzedaży w Chinach i na Tajwanie pod marką Buick, pozostając tam w produkcji i sprzedaży jako Buick Excelle do 2016 roku.
W związku z wycofaniem marki Daewoo także z rynku Australii i Nowej Zelandii, w 2005 roku Lacetti w wariantach sedan i kombi zostało włączone do gamy lokalnej marki Holden jako Holden Viva, gdzie oferowano go do 2009 roku.
Na rynku amerykańskim samochód nosił nazwę Suzuki Forenza. Pod marką Chevrolet jako Chevrolet Optra samochód oferowano i wytwarzano na licznych rynkach globalnych, na czele z Kanadą, a także w Meksyku, Ameryce Południowej, Azji Wschodniej, na Bliskim Wschodzie, a także w Indiach, gdzie w 2007 roku samochód przeszedł lokalną restylizację, zmienił nazwę na Chevrolet Optra Magnum i pozostał w produkcji do 2012 roku.
W 2008 roku Chevrolet Lacetti trafił do produkcji w Uzbekistanie, gdzie w 2013 roku przeszedł obszerną restylizację pasa przedniego zyskując nową nazwę Daewoo Gentra. Pod tą postacią samochód wytwarzano kolejne dwa lata w lokalnych zakładach UzDaewooAuto do 2015 roku, gdzie w związku z przemianowaniem macierzystego producenta na GM Uzbekistan i utworzeniem nowej rodzimej marki Ravon, samochód otrzymał nową nazwę – Ravon Gentra. Po wycofaniu Ravona na rzecz powrotu marki Chevrolet, samochód pozostał w uzbeckiej produkcji jako po prostu Chevrolet Lacetti.

### Silniki
- L4 1.4l E-TEC
- L4 1.5l E-TEC
- L4 1.6l E-TEC
- L4 1.6l E-TEC
- L4 1.8l Family
- L4 2.0l Family
- L4 2.0l Diesel

### Top Gear
W programie motoryzacyjnym Top Gear, od wiosny 2006 roku do 27 czerwca 2010 roku (sezony 8 do 14), niebieski Lacetti Sedan kosztujący 10000 funtów i przedstawiony przez Hammonda jako model 1,8l 119KM o prędkości maksymalnej 193 km/h, był samochodem używanym w części programu nazwanej Gwiazda w samochodzie za rozsądną cenę. Zastąpił w tej roli Suzuki Lianę.
W Lacetti wystąpiło 57 gwiazd programu, a najlepszy czas na Torze Testowym Top Gear osiągnął Jay Kay z czasem 1:45.83. Samochód został zniszczony 28 marca 2010 roku, w wyniku pozostawienia go przez Richarda Hammonda w obszarze wyburzeniowym kominów cementowni Lafarge Cement’s Northfleet Works, co zostało pokazane w pierwszym epizodzie 15 sezonu programu. Bezpośrednio po emisji tego reportażu, Jeremy Clarkson zaprezentował nowy samochód za rozsądną cenę, którym została Kia Cee’d.

### World Touring Car Championship
W 2005 europejski wariant Lacetti Sedan trafił do wyścigów World Touring Car Championship (WTCC). Na wiosnę tego samego roku Chevrolet zaprezentował dostosowany do zwykłego ruchu ulicznego samochód koncepcyjny Lacetii/Nubira WTCC R+ bazujący na rajdowej wersji. Jest on wyposażony w 1,8-litrowy silnik znany ze standardowych modeli, lecz z mocą zwiększoną do 172 KM dzięki turbosprężarce.

## Druga generacja

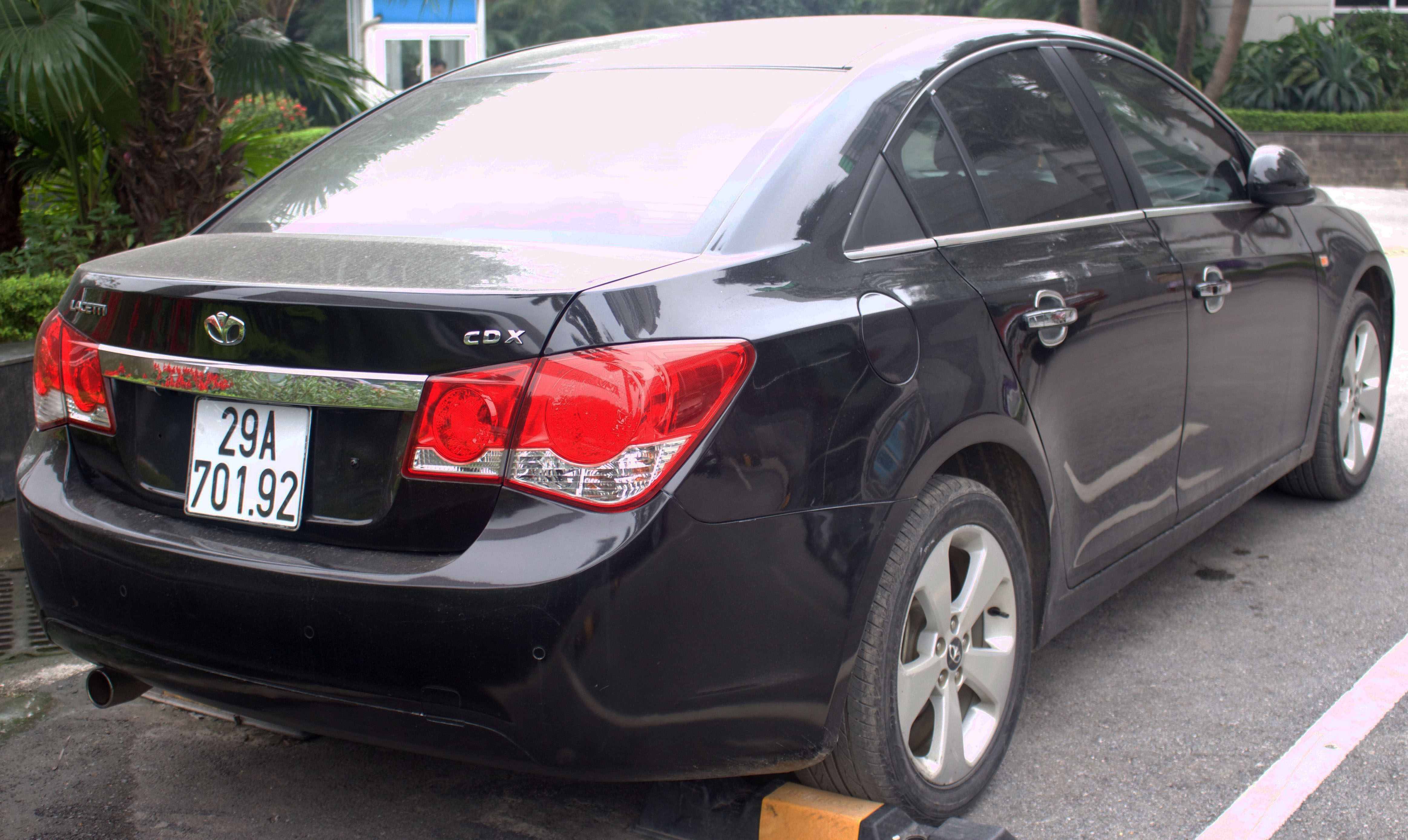
Daewoo Lacetti Premiere – tył

Daewoo Lacetti II został zaprezentowany po raz pierwszy w 2008 roku.
W czasie, gdy na wszystkich globalnych rynkach nowy model Chevrolet Cruze przyjął jednolitą nazwę (z wyjątkiem Australii i Nowej Zelandii, gdzie zasilił ofertę Holdena), na wewnętrznym rynku Korei Południowej stanowił on kontynuację linii modelowej Lacetti pod marką Daewoo.
Pod kątem wizualnym, południowokoreańskie Daewoo Lacetti Premiere odróżniało się inną atrapą chłodnicy z chromowanymi ramkami i chromowanymi poprzeczkami na czele z centralnie umieszczonym logo producenta. Samochód oferowano wyłącznie w wariancie sedan.

### Zmiana nazwy
W 2011 roku General Motors zdecydowało się zlikwidować markę Daewoo także na rynku Korei Południowej, przemianowując model Lacetti Premiere także na Chevroleta Cruze.

### Silniki
- L4 1.4l EcoTec
- L4 1.6l EcoTec
- L4 1.8l EcoTec
- L4 1.7l Diesel
- L4 2.0l Diesel